# Скоблево (Вологодская область)
Скоблево — деревня в Устюженском районе Вологодской области.
Входит в состав Устюженского сельского поселения, с точки зрения административно-территориального деления — в Устюженский сельсовет.
Расстояние по автодороге до районного центра Устюжны — 12 км. Ближайшие населённые пункты — Брилино, Обухово, Тимонино.
Население по данным переписи 2002 года — 3 человека.